# Тирновця
Тирно́вця (болг. Търновца) — село в Тирговиштській області Болгарії. Входить до складу общини Тирговиште.

## Населення
За даними перепису населення 2011 року у селі проживала 301 особа, з них 298 осіб (99,0%) — турки.
Розподіл населення за віком у 2011 році:
Динаміка населення: